# HISPACE
Društvo HISPACE prva je hrvatska platforma za razvoj svemirske industrije.
Četvero osnivača, dvoje iz Splita , jedna iz Rijeke i jedan iz Zagreba, prethodno su volonterski podržali i pomogli u lansiranju prvog hrvatskog satelita CroCube.

## Osnivači i Članovi uprave
Osnivači Društva i članovi Uprave su Vedrana Radetić, Tanja Prlenda Skenderija, Jakov Čudina i Bernard Ivezić koji imaju bogato iskustvo u projektnom menadžmentu, softverskom i hardverskom razvoju, marketingu i razvoju startup ekosustava.

## Ciljevi
Temeljni cilj HISPACE-a je pomoći svima koji su se odvažili djelovati u svemirskom sektoru, aktivno podupirati projekte trajnog prisustva Hrvatske u svemiru, okupiti domaću svemirsku industriju i podržati osnivanje Hrvatske svemirske agencije  te blisko surađivati s Europskom svemirskom agencijom.

## Organizacija najvećeg svemirskog događaja u Hrvatskoj
HISPACE je organizirao dosad najveći svemirski program u Hrvatskoj.
Održan pod nazivom “Say HI to SPACE” u sklopu SFeraKona 2025, uz pokroviteljstvo Ministarstva kulture i medija Republike Hrvatske i Grada Zagreba, program je kroz tri dana u metropoli okupio 820 posjetitelja i nekoliko puta ispunio do posljednjeg mjesta drugu najveću dvoranu konvencije.

## Space meetups
Društvo HISPACE promiče svemirsku industriju, tehnologiju i edukaciju diljem Hrvatske te je dosad održalo iznimno posjećene svemirske susrete u zagrebačkom Tehničkom muzeju Nikola Tesla, na kojem je javnosti približen razvoj i izrada malih satelita u Hrvatskoj; na splitskom Pomorskom fakultetu na čijem je meetupu bilo riječi o svemirskoj revoluciji u pomorskoj navigaciji te u riječkom muzeju retro tehnologije Peek&Poke gdje su osnivači Društva govorili o marketingu u New Space eri, brendiranju svemira te povratku čovječanstva na Mjesec. 

## Vanjska poveznica
Službena web stranica